# سالم محجوب
سالم محجوب (توفي بعد سنة 1826) هو سالم بن أحمد محجوب أصيل مدينة مساكن. فقيه وقاضي تونسي. 

## عنه
وهو ابن عم رئيس الإفتاء المالكي الشيخ محمد بن قاسم محجوب المتوفى سنة 1827. ولد وتعلم بمدينة تونس. سُمي قاضيا في مدينة بنزرت سنة 1814. ثم في عين قاضيا في باردو ومكث في خطته مدة خمسة أعوام ونيف. 
وكان مقربا من الباي حمودة باشا (1814-1824) فانتخبه لقضاء الحاضرة تونس عوضا عن الشيخ إسماعيل التميمي الذي وقعت ترقيته إلى خطة الإفتاء. واستمرت ولايته لقضاء الحاضرة مدة سبعة أعوام حصلت له فيها خلافات مع زملائه أعضاء المجلس الشرعي المالكي حتى آل الأمر إلى رفع شكاية به إلى الباي حسين بن محمود (1824-1835) من أعضاء المجلس لعدم رجوعه في أحكامه إلى رأي أهل العلم من المفتين وتصميمه على ما يظهر وإن خالف النص في نظرهم. 
يقول ابن أبي الضياف في إتحاف أهل الزمان: «ومن لفظ مكتوب الشكاية الفقرة التالية: هذا وإن قاضيك الذي قدمته لفصل الخصام قد غير الأحكام تارة عمدا وأخرى لاتباع الأوهام. وحسبنا إنهاء ذلك لحضرتكم. والسلام.». واستجاب الباي حسين لهذا المطلب وأخره عن الخطة يوم 10 جوان 1826  وأسند خطة قضاء الحاضرة إلى الشيخ عمر بن المؤدب. وكان سالم محجوب إماما خطيبا بجامع باب الجزيرة الدخلاني المعروف بجامع حرمل أو جامع القنطرة. وتولى ابنه إمامة نفس الجامع من بعده. لا ندري سنة وفاة الشيخ سالم محجوب بالتحديد وكل ما نعرفه أنه عاش بعد سنة 1826 وهي سنة تأخيره عن خطة القضاء.